# سكوت هاستينغز (كرة سلة)
سكوت هاستينغز (بالإنجليزية: Scott Hastings)‏ مواليد 3 يونيو 1960 في إنديبيندنس، هو لاعب كرة سلة محترف أمريكي معتزل بدأ مسيرته الاحترافية في سنة 1982 حيث تم اختياره من قبل فريق نيويورك نيكس خلال الدرافت. يبلغ طوله 6 قدم 10 بوصة (2.1 م). اعتزل اللعب في 1993.

## فرق لعب لها
- نيويورك نيكس
- أتلانتا هوكس
- ميامي هيت
- ديترويت بيستونز
- دنفر ناغتس

## روابط خارجية
- سكوت هاستينغز على موقع الاتحاد الدولي لكرة السلة (الإنجليزية)
- سكوت هاستينغز على موقع إن بي أي (الإنجليزية)
- سكوت هاستينغز على موقع سبورتس رفرنس (الإنجليزية)
- سكوت هاستينغز على موقع كلية كرة السلة في سبورتس رفرنس.كوم (الإنجليزية)
- سكوت هاستينغز على موقع ريلجم (الإنجليزية)
- سكوت هاستينغز على موقع بروبوليرز (الإنجليزية)